# الذين ضحكوا حتى البكاء (كتاب)
كتاب الذين ضحكوا حتى البكاء هو كتاب من تأليف الدكتور مصطفى محمود تحدث فيه عن عن مجموعة من القصص المتباينة وهى: قتيل بدون قاتـــــل، أعمال صالحه جـدا، نهايه الشبـــــــح، حكايه مدير البنـك، قبر الاسكنــــــدر، الجراح الخفـــــي مات وهو يضحـــك، حكايه طفل الانابيب، الثلاثـه. ولم يقصد الكاتب القصص للمتعة فقط إنما أراد من ورائها معانى متعدده وافكار جليلة ومثال على ذلك
«التوبة عن الذنب لا تكون مفهومة إلا من رجل قادر على الذنب.. فهو يقلع عن ذنبه بإرادته، أما فاقد الإرادة وفاقد الاختيار وفاقد القدرة فهو كذّاب إذا إدعى توبة لأن حالته مثل حالة رجل تاب عن النزول إلى البحر حينما فقد القدرة على السباحة».

## مقتطفات من الكتاب
- “التوبة عن الذنب لا تكون مفهومة إلا من رجل قادر على الذنب.. فهو يقلع عن ذنبه بإرادته، أما فاقد الإرادة وفاقد الاختيار وفاقد القدرة فهو كذّاب إذا ادعى توبة لأن حالته مثل حالة رجل تاب عن النزول إلى البحر حينما فقد القدرة على السباحة”
- “كم من العظماء والقادة ماتوا في قمصان شهداء وتغنى بهم الشعراء وطارت بشهرتهم الركبان وهم لصوص”
- “و ما هي حقيقة الدنيا؟ فقاعة تلمع بألوان الطيف الجميلة البراقة.. ثم فجأة تصبح لا شيء.”
- “يا الله..يا غفار.. كم أتمنى أن أتوب، أتوب من خيبة قلبى..وأتوب عن دفينة ذاتى وأخلع عنى القشر واللب.. وأتخطى..الممكن والمستحيل وهل غيرك يارب من يُسأل في مستحيل؟!!”

## وصلات خارجية
- فيديو حلقات الدكتور مصطفى محمود.
- مدونة الدكتور مصطفى محمود.
- «كان نائماً في سكينة تامة لم يستيقظ منها»: ابنة مصطفى محمود لـ«العربية.نت»: العالم الكبير رحل في هدوء، العربية نت، 31 أكتوبر 2009.
- صفحة مصطفى محمود على موقع أبجد
- صفحة اقتباسات مصطفى محمود على موقع أبجد
- صفحة باسم الدكتور رائعة على الفيس بوك
- الفيلم الوثائقي العالم والايمان على اليوتيوب
- محمود تحميل كتب الدكتور مصطفى محمود كاملة pdf